# Milan Journal of Mathematics
Milan Journal of Mathematics is een internationaal, aan collegiale toetsing onderworpen wetenschappelijk tijdschrift op het gebied van de wiskunde. De naam wordt in literatuurverwijzingen meestal afgekort tot Milan J. Math. Het tijdschrift is opgericht in 1927. Het wordt uitgegeven door Springer Science+Business Media en verschijnt 2 keer per jaar.